# Birmingham City (Frauenfußball)
Der Birmingham City Ladies Football Club, kurz Birmingham City, ist ein englischer Frauenfußballverein aus Birmingham. Der Klub ist dem Männerfußballverein Birmingham City angegliedert. Der Verein war 2011 Gründungsmitglied der FA Women’s Super League, der höchsten Liga Englands, stieg aber nach der Saison 2021/22 in die 2. Liga ab.
Die Heimspiele werden im Damson Park in Solihull ausgetragen.

## Geschichte
Gegründet wurde der Verein 1968 von weiblichen Birmingham-City-Fans. In den ersten Jahren spielte die Mannschaft nur Freundschaftsspiele auf lokaler Ebene. 1970 schloss sich der Verein der Heart of England League an, aus der 1974 die West Midland Regional League wurde. In den siebziger und achtziger Jahren wurde City fünfmal Meister dieser Liga und gewann noch weitere Trophäen. 
Anfang der 1990er Jahre ergaben sich finanzielle Probleme. Es wurde beschlossen, eine Jugendakademie zu gründen und verstärkt auf den eigenen Nachwuchs zu setzen. 1999 wurde City Gründungsmitglied der Midland Combination Football League und wurde auf Anhieb Meister. Nach zwei Spielzeiten in der FA Women’s Premier League Northern Division (zweite Liga) wurde der Aufstieg in das Oberhaus, die National Division, geschafft. 
In der Zwischenzeit hatte die Jugendarbeit die ersten Früchte getragen. Laura Bassett wurde die erste Nationalspielerin des Clubs. 2002 erreichte City das Finale des FA Women’s Premier League Cups. Die 7:1-Niederlage gegen den FC Fulham ist bis heute die höchste Niederlage der Finalgeschichte. Zur Saison 2004/05 verstärkte sich City mit mehreren Spielerinnen. Die Saison wurde auf dem vierten Platz abgeschlossen. Allerdings traten wieder finanzielle Probleme auf, so dass einige Starspielerinnen den Verein wieder verlassen haben. In der Saison 2005/06 belegte City den sechsten Platz. 2011 und 2012 wurde man in der FA WSL jeweils englischer Vizemeister und qualifizierte sich damit für die Champions League, wo man 2012/13 das Sechzehntelfinale erreichte und 2013/14 bis ins Halbfinale vordrang, wo man an Tyresö FF scheiterte.

### Erfolge
- FA Women’s Cup: 1 (2011/12)
- Heart of England League: 1 (1971/72)
- West Midland Regional League: 4 (1974/75, 1976/77, 1987/88, 1988/89)
- Midland Combination League: 1 (1998/99)
- FA Women’s Premier League Northern Division: 1 (2001/02)

### Statistik seit 2011
| Saison  | Liga   | Platz |
| ------- | ------ | ----- |
| 2011    | FA WSL | 2.    |
| 2012    | FA WSL | 2.    |
| 2013    | FA WSL | 4.    |
| 2014    | FA WSL | 3.    |
| 2015    | FA WSL | 6.    |
| 2016    | FA WSL | 4.    |
| 2017    | FA WSL | 7.    |
| 2017/18 | FA WSL |       |